# Silviu Genescu
Silviu Genescu (n. 13 septembrie 1958, Timișoara, România) este un scriitor, traducător și ziarist român.

## Biografie
În 1978 absolvit Liceul „Constantin Diaconovici Loga” din Timișoara. A debutat în 1976 în revista Forum studențesc din Timișoara cu povestirea „Transplant”.  Publică mai multe povestiri în fanzinele Paradox și Helion, în revistele Știință și Tehnică, Anticipația, Jurnalul SF sau Almanahul Anticipația.
În 1985, în colecția O planetă numită anticipație, îi este publicată povestirea „Pescărușii” și în colecția Avertisment pentru liniștea planetei povestirea „Stigmatul”. 
Povestirea sa „Pădurea” apare în antologia Întoarcere pe Planeta Albastră din 1989.
În 1990, în colecția Anatomia unei secunde îi sunt publicate povestirile „Privind spre Titanic” și „Imagini dintr-o lume îndepărtată” și în colecția La orizont această constelație povestirea „Într-o zi, curând...”. Povestirea „Imagini dintr-o lume îndepărtată” a apărut și în Antologia science-fiction Nemira '94.
A publicat în 1994 romanul T de la sfârșit (editura Marineasa).
Povestiri publicate: „Viitorul, aproape de ușă”, „Călătoria cea mare”, „Lucille”, „Ca Sandra” (în Paradox), „Imagini dintr-o lume îndepărtată”, „Varianta Shakespeare”, „Uraganul” (în Helion), „Orașul”, „Peisagistul”, „Sayonara!”, „Privind spre Titanic” (în Almanahul Anticipația).
În 2008 îi apare colecția de povestiri Rock me Adolf Adolf Adolf la Editura Bastion. Conține povestirile: Rock me Adolf Adolf Adolf; Prințul cel trist; Zăpada de pe aripile îngerului; Eroul local; Expresia finală; Ghost Story și mini-romanul  ’Da Noiz.
Îi apare povestirea „Incidentul zero” în Călătorii în timp. Antologie de povestiri SF (ed. Nemira, col. Nautilus, 2013).
A tradus Metro 2035 de Dmitry A. Gluhovski , Urzeala tronurilor și Festinul Ciorilor de George R.R. Martin,  Luna ucigașă  (1 - Vise ucigașe) de N. K. Jemisin, Experimentul Angel (Maximum Ride) de James Patterson, Lumea Alisei de Sam J. Lundwall (Almanahul Anticipația 1986), “Cel mai bun prieten” de Tony Chester, "Hărțile Prevestitoare" de Michael A. Stackpole, "Doamna din Avalon" de Marion Zimmer Bradley, "Sabia magică" de Marcus Sedgwick, "Piatra Magică" de Kevin Crossley-Holland sau "Pendragon, neguțătorul morții" de D. J. MacHale. Traduceri online: "Glasul de oțel" de Sean McMullen,  "Ca praful în vânt" de Andrew Burt,  "Ghost Story"[nefuncțională]
.

## Legături externe
- Silviu Genescu la isfdb.org

## Vezi și
- Listă de autori de literatură științifico-fantastică
- Listă de traducători români
- Antologia Nebula 2011